# Klotylda Micheli
Klotylda Micheli, również Maria Serafina od Najświętszego Serca, właśc. wł. Clotilde Micheli (ur. 11 września 1849 w Imér w Trydencie, zm. 24 marca 1911 w Faicchio) – założycielka Instytutu Sióstr od Aniołów, błogosławiona Kościoła rzymskokatolickiego.

## Życiorys
Klotylda Micheli urodziła się 11 września 1849 r. w Imér na północy Włoch. Pochodziła z ubogiej, pobożnej rodziny.
W wieku 18 lat miała wizję Matki Boskiej, która poprosiła ją o założenie nowego zgromadzenia zakonnego. Jego celem miało być głoszenie chwały Przenajświętszej Trójcy. Dopiero po latach mogła tego dokonać, na co wpływ miały wydarzenia w życiu prywatnym oraz sytuacja polityczna w kraju. 
Klotylda wyjechała do Padwy, gdzie otrzymała posadę pomocy domowej u kanonika miejscowej katedry. Po jego śmierci wyjechała do Niemiec. Tam pracowała jako pielęgniarka w szpitalu. 
Po śmierci rodziców powróciła do rodzinnego miasta. Następnie udała się w podróż po Włoszech w celu spełnienia życzenia Matki Boskiej m.in. pracowała jako siostra miłosierdzia w przytułku dla dzieci w Sgurgole. 
28 czerwca 1891 r. Klotylda Maria założyła Instytut Sióstr od Aniołów (wł. Istituto delle Suore degli Angeli). Służyła ubogim i chorym, aż do swojej śmierci 24 marca 1911 r..
Została beatyfikowana 28 maja 2011 roku przez papieża Benedykta XVI.